# Geschäftsprozessmodell
Analog zum allgemeinen Begriff Modell können Geschäftsprozessmodelle als zweckorientierte, nach einer bestimmten Systematik und Darstellungsform erstellte Abbildungen von Geschäftsprozessen aufgefasst werden. Ihre Struktur spiegelt im Wesentlichen die zeitlich-sachlogische Abfolge der betrachteten Funktionen wider. Auf Grund ihrer allgemeinen Modellcharakteristik dienen Geschäftsprozessmodelle der Dokumentation, Analyse und Gestaltung von Geschäftsprozessen, als Grundlage für die automatisierte Bearbeitung oder Unterstützung von Prozessen (Workflow-Management) sowie zur Unterstützung der Kommunikation über Geschäftsprozesse.
Weitere Anwendungsgebiete sind:

Struktur von (Geschäfts-)Prozessen

- Business Process Reengineering (BPR)
- Prozessmanagement als Weiterführung von Workflow Management
- Unterstützung bei der Auswahl und dem Customizing (Anpassung an Kundenspezifika) von betriebswirtschaftlicher Standardsoftware
- Anforderungsmanagement
- Qualitätsmanagement (z. B. DIN ISO 9000 ff.)
- Definition des Arbeitsflusses sowie prozessorientiertes Wissensmanagement

Die nebenstehende Strukturgrafik (ein Metamodell) zeigt Sachverhalte, die in einem Geschäftsprozessmodell dargestellt und beschrieben werden können.